# Art divinatoire
Un art divinatoire est une technique non rationnelle présumée capable de prédire le futur ou de découvrir ce qui est caché. Depuis Posidonios et Cicéron, on distingue deux formes de divination : la voyance et la mantique, toutes deux étant des arts du pronostic, mais par des moyens différents.
Pour créer le terme de chaque technique, on a généralement ajouté au nom grec du support utilisé le suffixe -mancie venant du grec μαντεία / manteía, qui signifie à la fois la faculté de prédire, l'action de consulter un oracle et la capacité d'interpréter la réponse donnée. Il est synonyme de divination ou mantique et sert à former les noms des arts divinatoires. Plus rarement, c'est le suffixe logie, généralement réservé aux sciences, qui est ajouté, comme c'est le cas pour l'astrologie, la numérologie ou encore la tarologie.
Certaines techniques sont de pures inventions contemporaines créées de toutes pièces, telle la « sauromancie » extrapolée d'un texte de superstitions sur les lézards provenant du Dictionnaire infernal de Collin de Plancy et repris de blogs en blogs. D'autres ont été créées dans des œuvres de fiction, en particulier d'heroic fantasy, pour représenter n'importe quel type de magie spécialisée, telles que les legilimancie et occlumancie utilisées par Harry Potter. Par ailleurs, de nombreux sites sur internet et ouvrages « New Age » proposent des interprétations très éloignées des pratiques traditionnelles sans pour autant fournir leurs sources.[réf. nécessaire]

## Liste des arts divinatoires
- Haut – A
- B
- C
- D
- E
- F
- G
- H
- I
- J
- K
- L
- M
- N
- O
- P
- Q
- R
- S
- T
- U
- V
- W
- X
- Y
- Z

## A

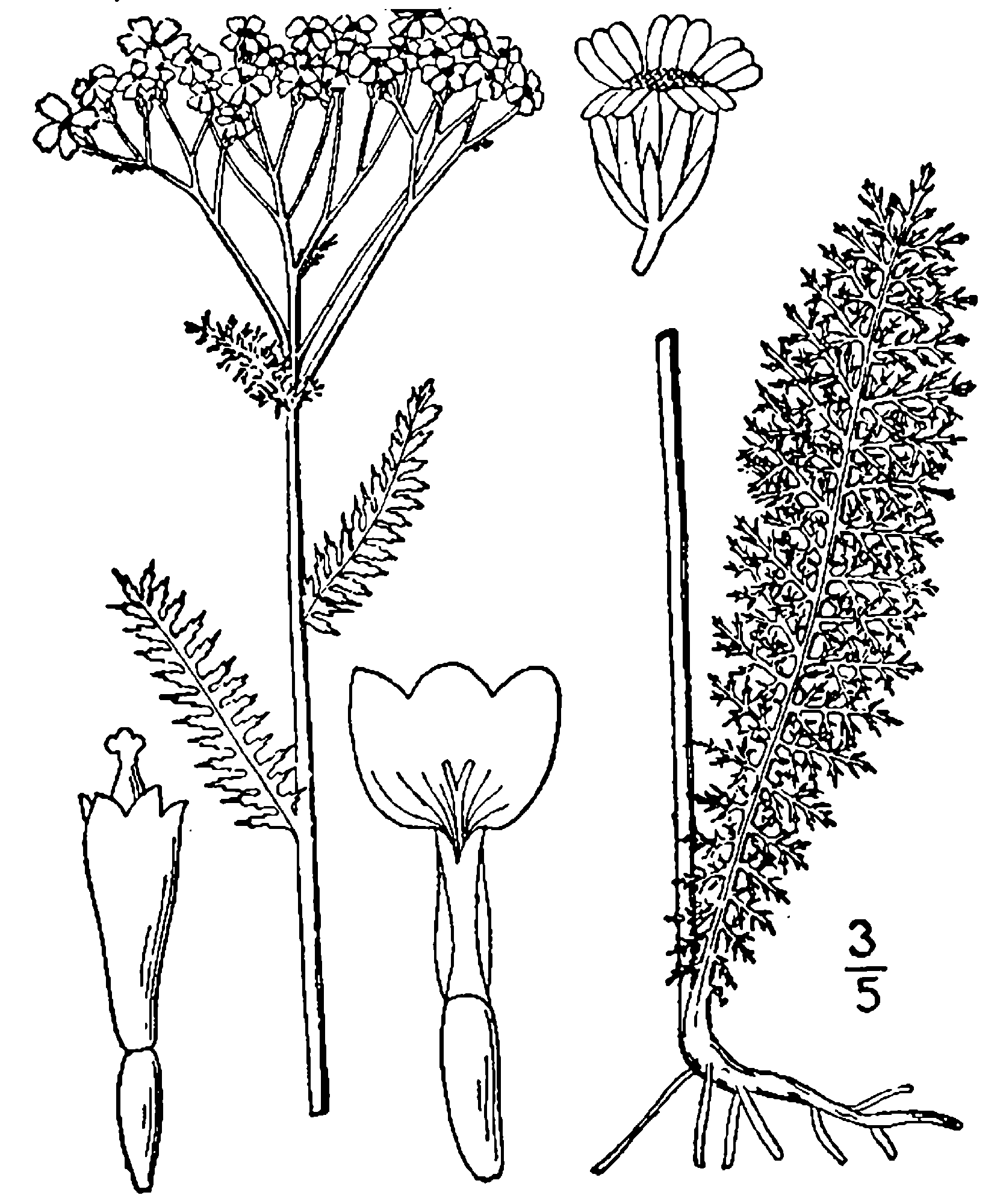
Achillea millefolium à partir des tiges de laquelle on tirait des baguettes pour la pratique de cet ancêtre du Yi Jing.

- Achilléomancie : divination par des branches d'achillée[5].
- Acutomancie : divination par des épingles ou des aiguilles[Note 1]
- Aéromancie : divination par l'effet de l'air sur l'eau ou par l'examen des phénomènes aériens[6],[7].
- Alectryonomancie ou alectriomancie : divination par les lettres ou les grains choisis par un coq ou une poule[6],[8].
- Aleuromancie : divination par la farine de froment[9],[10],[11].
- Alomancie : divination par le sel[12].
- Alphitomancie : divination par un pain d'orge[13].
- Amniomancie : divination par la membrane recouvrant la tête des nouveau-nés[13],[14],[Note 2].
- Anémomancie : divination par le vent[Note 3].
- Anthracomancie : divination par le charbon minéral[15].
- Anthropomancie : divination par l'inspection des entrailles humaines évoqué par Homère[16],[17].
- Apantomancie : divination par l'interprétation des rencontres d'objets, d'animaux ou de personnes, imprévues[18],[19].
- Arachnomancie : divination par les araignées[20].
- Arithmomancie ou arithmancie : divination par les nombres[21],[22].
- Aspidomancie : divination par les boucliers[23].
- Astragalomancie : divination par les osselets ou l’emploi de dés cubiques[24].
- Astrologie ou astromancie : divination par l'étude des astres.
- Axinomancie : divination à l'aide d'une hache chauffée à blanc[25],[26].

## B
- Bactromancie : divination par les baguettes ou les bâtons[27],[Note 4].
- Batrachomancie divination par les batraciens (crapauds, grenouilles, etc.)[28].
- Bazi ou Saju (littéralement : les quatre piliers de la destinée) : divination asiatique par l'année, le mois, le jour et l'heure de naissance.
- Bélomancie : divination par les flèches[29],[30].
- Biastomancie : divination par la vue ou le cri d'oiseaux nocturnes[31].
- Bibliomancie : divination par la lecture d'un texte au hasard.
- Bléomancie : divination par les grains de blé. Le jour de Noël on disposait douze grains de blé sur une plaque de tôle rougie par le feu. Les grains qui brulaient présageaient les mois de disette[32].
- Botanomancie : divination par les fleurs ou les feuilles[33],[34].
- Bréchomancie : divination par la pluie[35].
- Brontomancie ou brontoscopie : divination par les orages[36].
- Brizomancie : divination par l'interprétation des songes[37],[38].

## C

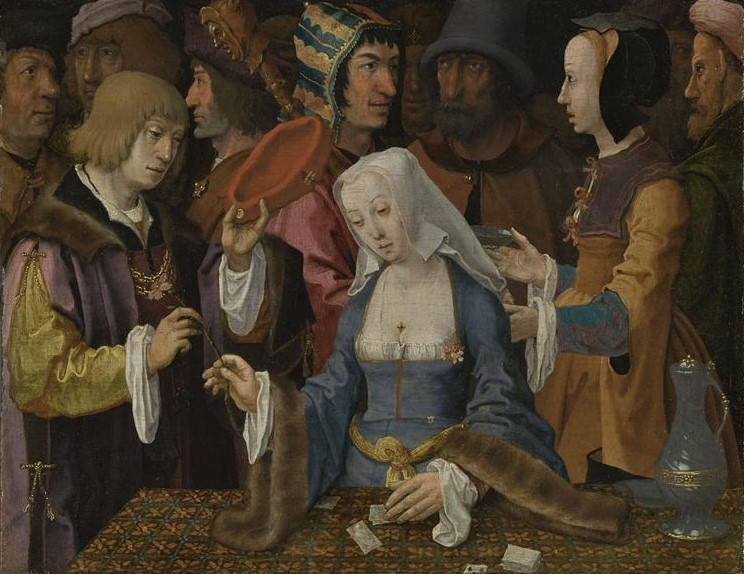
Lucas van Leyden, La Tireuse de cartes, 1508, Paris, Musée du Louvre.

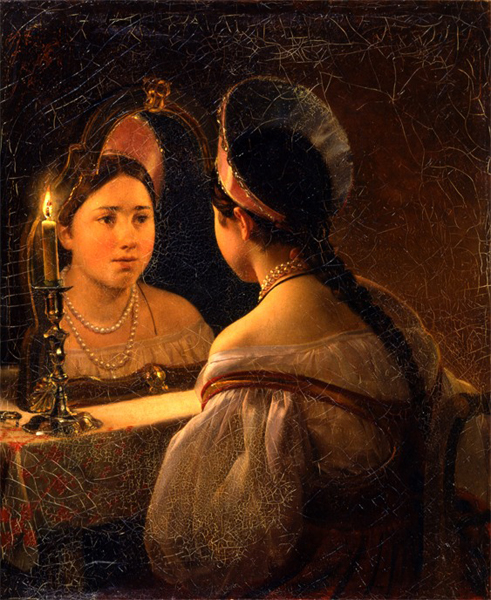
Svetlana s'interroge sur son avenir
par Karl Briullov, 1836

- Cafédomancie ou caféomancie : divination par le marc de café[39],[40],[41].
- Capnomancie : divination par la fumée[42],[43].
- Cartomancie : divination par les cartes.
- Castronomancie : divination par un verre d'eau[34].
- Catoptromancie : divination par les miroirs[44].
- Causinomancie : divination par la combustion d'objets[45].
- Chaomancie : divination par l'air[46].
- Céphalonomancie ou Képhalonomancie : divination par la tête d'un âne ou d'une chèvre[47],[48].
- Céromancie ou ciromancie : divination par les gouttes de bougie tombant dans l'eau[49].
- Chéloniomancie ou plastromancie : divination sur les écailles du plastron de la carapace de tortue.
- Chiromancie : divination par l'étude des lignes de la main.
- Clédonismancie ou Clédonomancie : divination par le rapprochement entre une question et un événement fortuit[50].
- Cleidomancie : divination par les clés[28].
- Cléromancie : divination par tirage au sort[51].
- Codonomancie : divination par le son des clochettes[52].
- Coracomancie : divination par le corbeau[53].
- Coronomancie : divination par les pétales de fleurs[54].
- Cosquinomancie ou coscinomancie : divination par un tamis[55],[56].
- Craninomancie ou phrénomancie : divination par l'étude du crâne[57],[58].
- Cristallomancie : divination à l'aide de cristal.
- Crithomancie ou critomancie : divination par les gâteaux ou la farine d'orge[59].
- Crommyomancie : divination par les oignons[60],[61].
- Cubomancie ou Kybomancie : divination par le jet de dés[62],[63].
- Cynomancie : divination par les chiens[57].

## D
- Dactyliomancie : divination par les bagues ou les oscillations d'un anneau[56],[64].
- Daphnomancie : divination par le laurier[65].
- Démonomancie : divination par les démons[66].
- Dendromancie : divination par les arbres[67]

## E
- Empyromancie : divination par le restes calcinés de victimes[68].
- Encromancie : divination par les taches d'encre[69].
- Enoptromancie : divination à l'aide d'un miroir[70]

## G

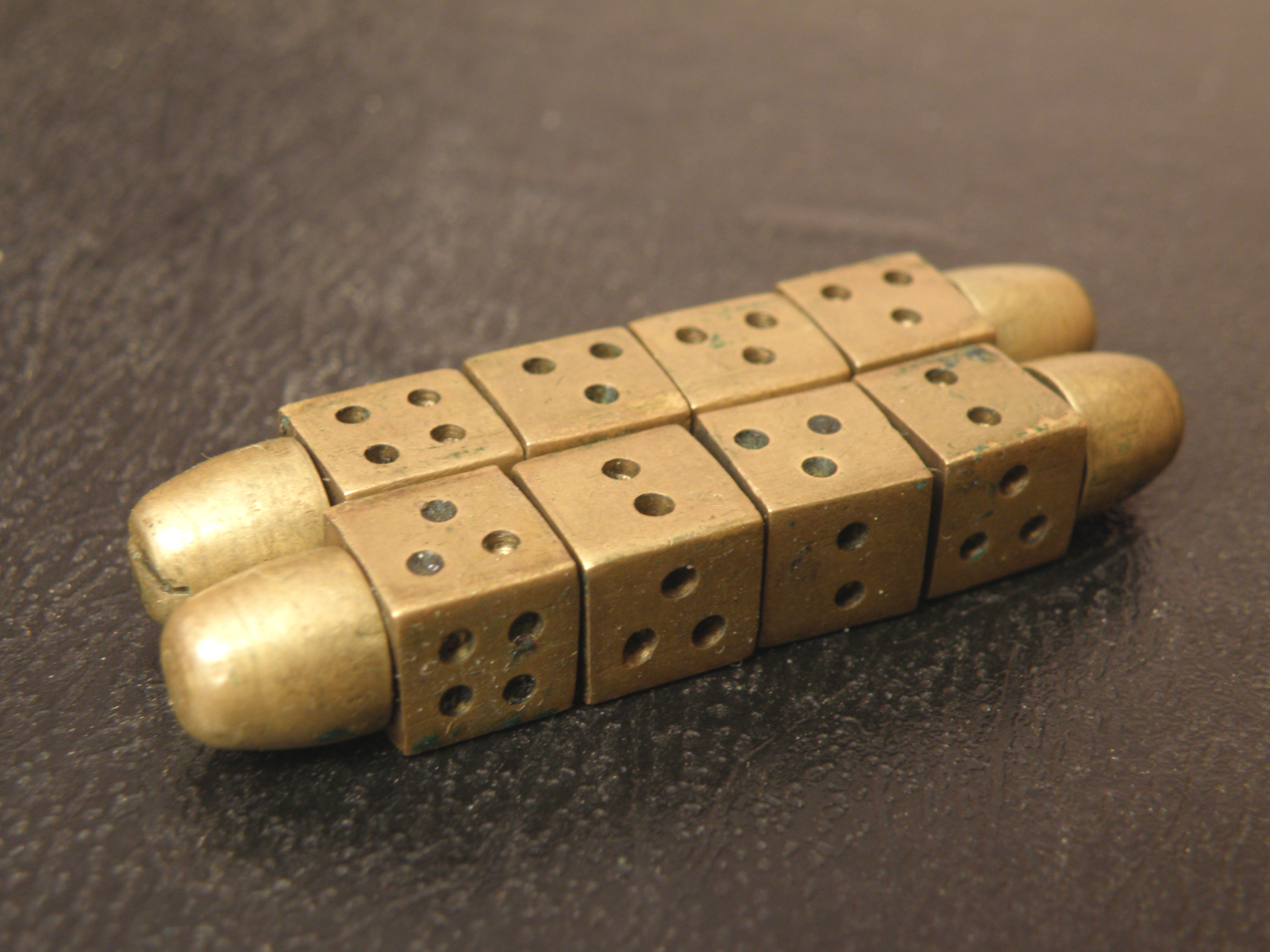
Géomancie

- Gastromancie : divination par les reflets de bougies traversant un ballon d'eau placé sur l'estomac[71],[72].
- Garosmancie : divination par des vases emplis d'eau[73].
- Gemmomancie : divination par les pierres précieuses[Note 5].
- Géomancie : divination par le biais de cailloux jetés ou de points marqués au hasard dans le sable, sur la terre ou du papier puis comptés ou reliés pour former des figures[74].
- Grammatomancie : confondue avec la graphomancie et la graphologie[75].
- Graphomancie : divination par l'écriture[6].
- Gyromancie : divination par la chute d'un devin tournant sur lui-même[76],[77].

## H

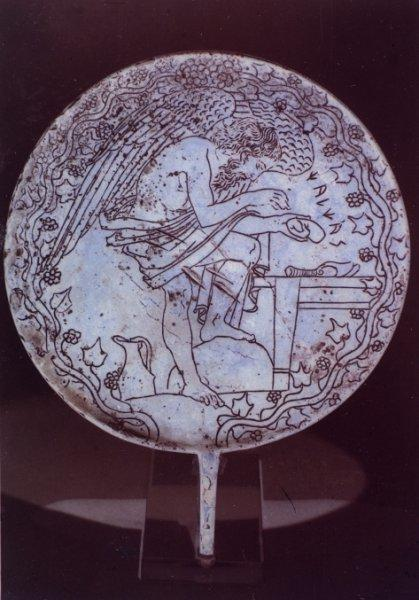
Miroir étrusque représentant le devin Calchas examinant un foie.

- Halomancie : divination par du sel jeté dans un feu[78]
- Haruspicine ou Hiéromancie : divination par les entrailles d'un animal[77].
- Hématomancie : divination par le sang[79].
- Hépatoscopie : divination par les foies des victimes[80].
- Hippomancie : divination par les chevaux[81].
- Hydromancie : divination par l'eau[82].

## I
- Ichthyomancie : divination par les poissons[83].
- Ifa ou Afã : divination par les noix sacrées et/ ou la chaîne divinatoire okpele.

## K
- Kéromancie : divination par la cire, voir céromancie.
- Kybomancie: divination par un jet de dés.

## L

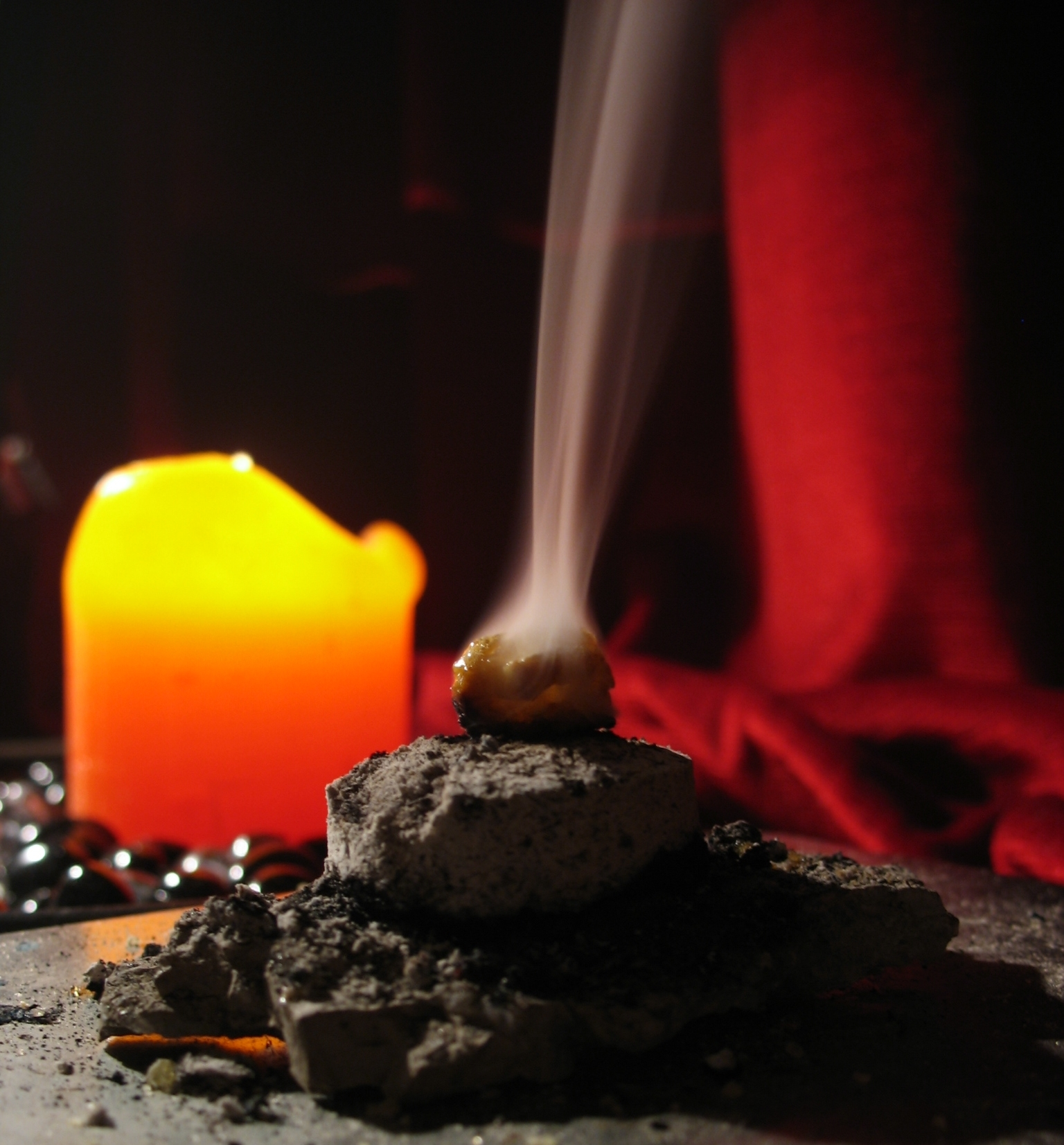
Fumée d'encens

- Logomancie : divination par la parole[84].
- Lampadomancie : divination par les lampes et les flambeaux[85]. Dans cette technique, on observait la forme, la couleur et divers mouvements de la lumière dans les lampes (à l'origine, les torches, les bougies, les lampes à huile), afin d'en tirer des présages pour l'avenir. Voir aussi « lychnomancie ».
- Latromancie : divination par les symptômes des malades[86].
- Lébanomancie : divination par les parfums[87].
- Lécanomancie : divination par des gouttes d'huile flottant sur l'eau ou par des bruits émis dans l'eau[88],[89].
- Libanomancie : divination par les fumées d'encens[4]. Quelqu'un jette de l'encens dans le feu et la manière dont il se consume donnerait une réponse.
- Lithomancie : divination par les pierres[90].
- Lychnomancie : divination par les flammes des lampes[91]. Voir aussi « lampadomancie ».

## M

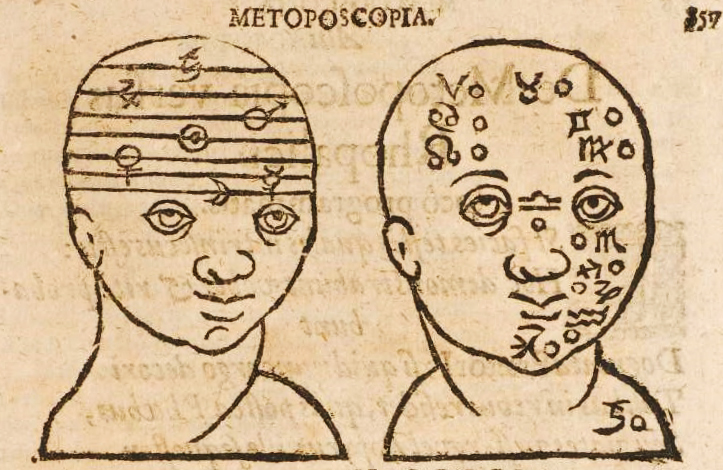
La métoposcopie selon Johannes Praetorius (1661)

- Magnétismancie : divination par un médium magnétisée[92].
- Margaritomancie : divination par les perles[93]
- Météoromancie : divination par l'observation des météores[94]
- Métoposcopie ou métopomancie : divination par les traits du visage et du front[95].
- Molybdomancie : divination par le plomb fondu[96].
- Myomancie : divination par les rats et les souris[97].

## N

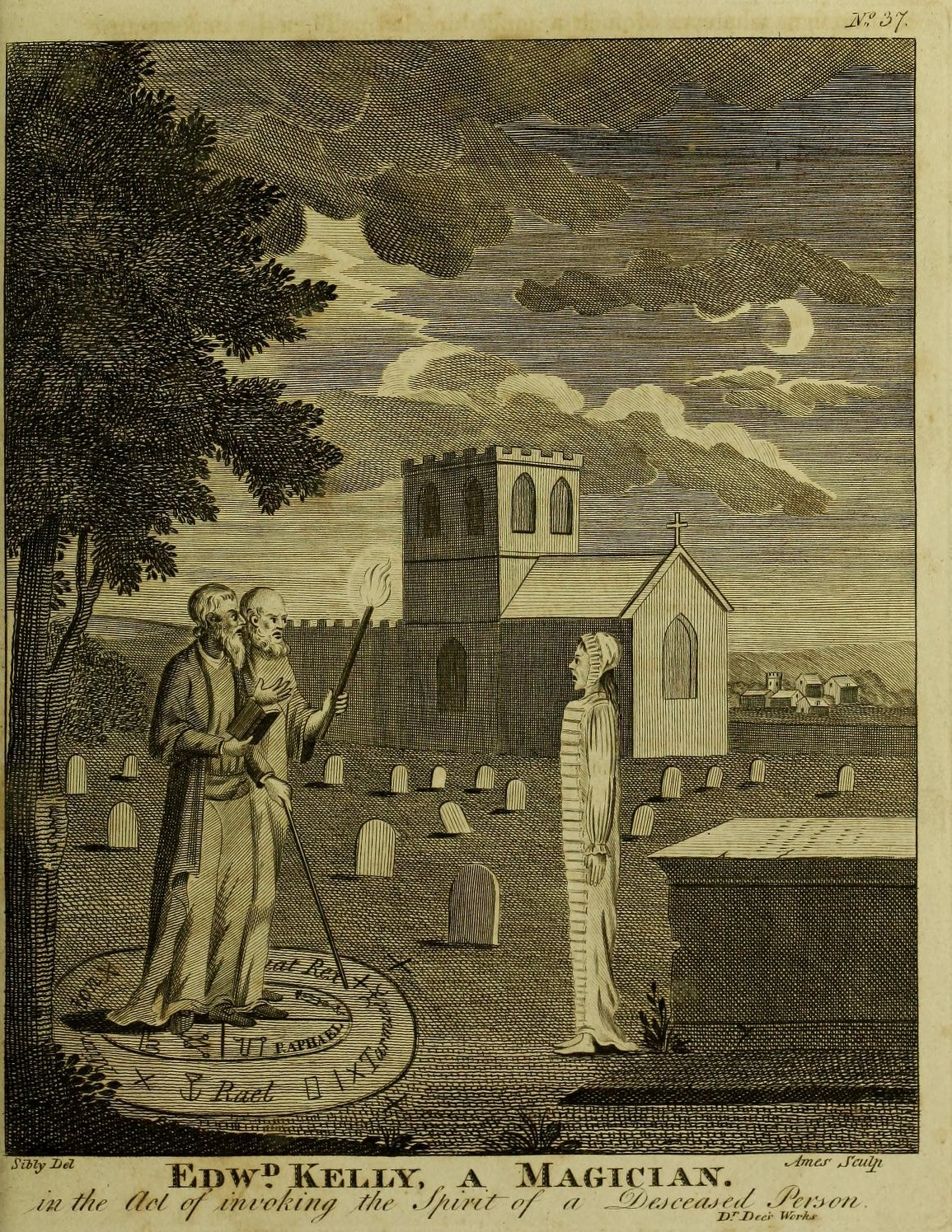
John Dee et Edward Kelley pratiquant la nécromancie

- Nairancie : divination sur les aspects du Soleil et de la Lune[98].
- Néciomancie : divination par les os et les nerfs des trépassés[99].
- Nécromancie ou psychomancie : divination par l'invocation des morts[100].
- Néphélémancie : divination par l'intermède d'un ange[101].
- Néphomancie : divination par les nuages[102].
- Nigromancie : divination des endroits noirs et souterrains[103].
- Niphétomancie : divination par la neige[99].
- Nomancie : voir onomancie
- Numérologie : divination par les nombres
- Nyctérimancie ou nictérimancie : divination par le vol des chauves-souris[99].

## O

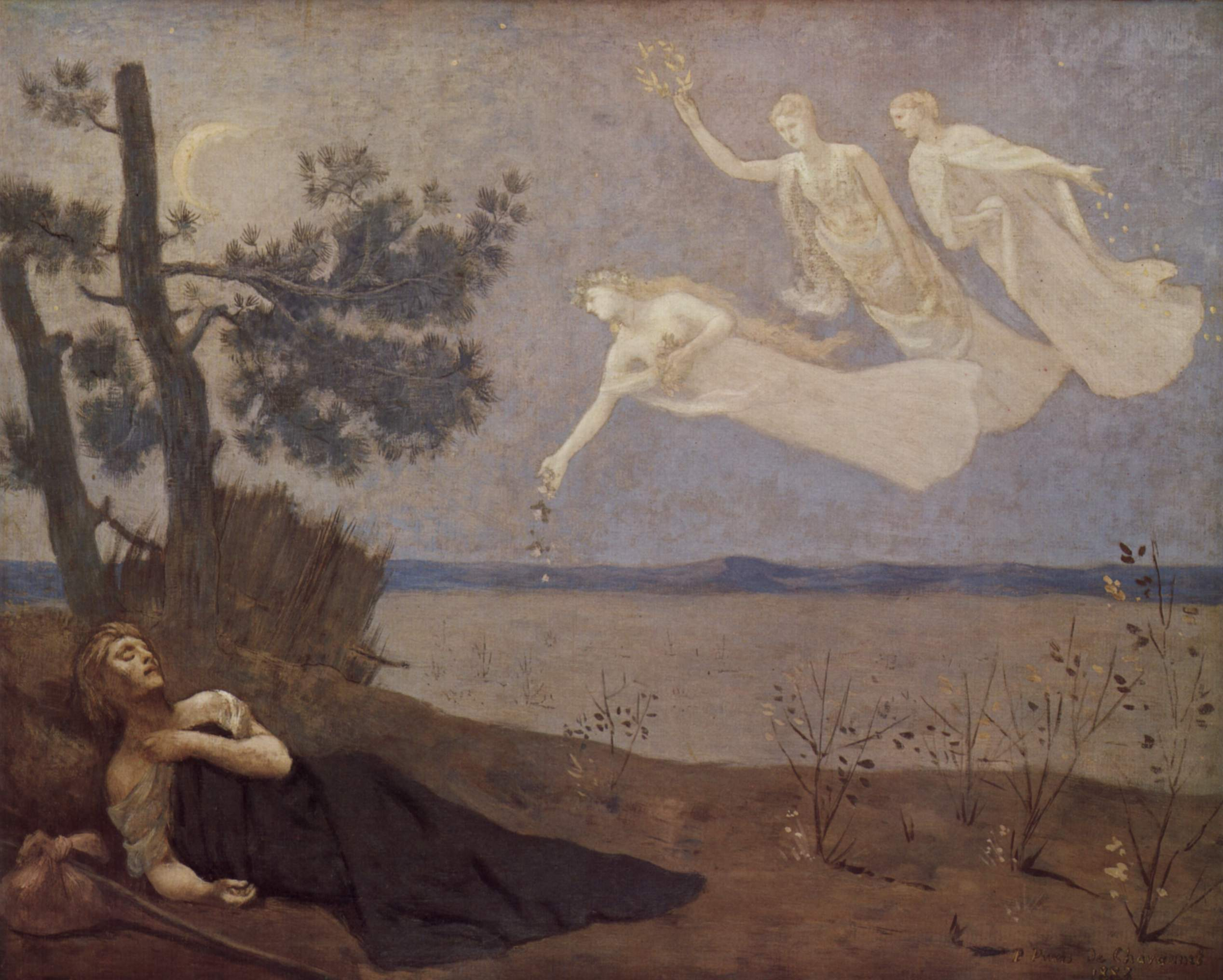
Le Rêve par Pierre Puvis de Chavannes.

- Oculomancie : divination par l'observation des malaises[104].
- Œnomancie : divination par le vin[71].
- Ololigmancie : divination par le hurlement des chiens[99].
- Omphalomancie : divination par le nombril des nouveau-nés[105],[106].
- Oniromancie ou onomatomancie : divination par l'interprétation des rêves (clé des songes)[107].
- Onomancie ou onomatomancie : divination par l'interprétation des lettres du nom[108].
- Onychomancie ou ouichomancie : divination par le reflet des ongles[108],[109],[106].
- Oomancie : divination par les œufs[110].
- Ophiomancie : divination par les serpents[111].
- Ornithomancie : divination par l'observation du comportement, du vol ou du chant des oiseaux[110].
- Ostéomancie : divination par les os des animaux courante en Chine.
- Ovomancie : divination par des blancs d'œufs jetés dans l'eau[112]

## P

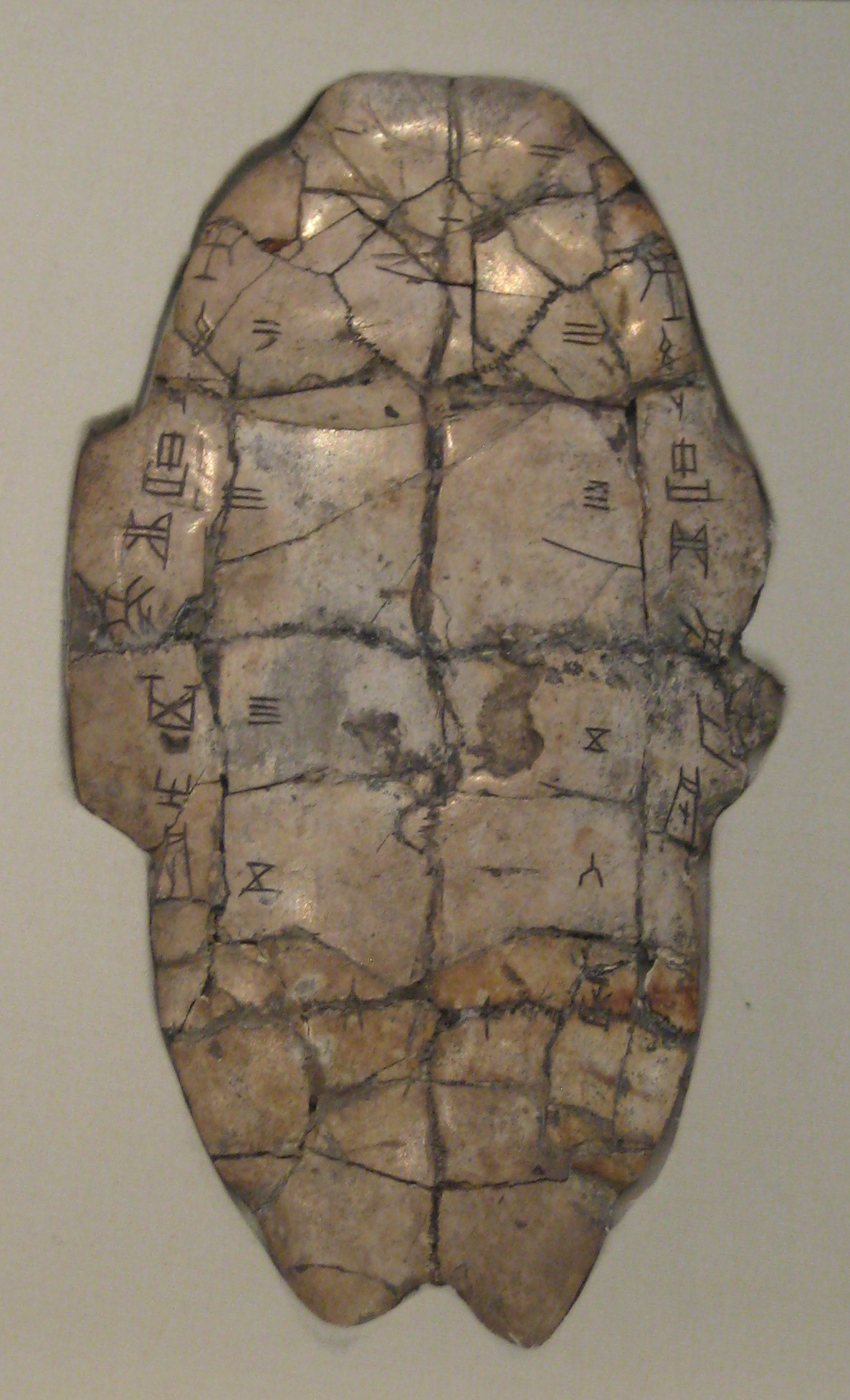
écriture sur une carapace de tortue datant d'environ -1200, sous la dynastie Shang.

- Pagomancie : divination par les fontaines ou les puits[113].
- Palmomancie : divination par les palpitations[114].
- Palomancie : divination par le jet de baguettes similaire à la rhabdomancie[115]
- Papyromancie : divination par le froissement d'une feuille de papier[Note 6]
- Parthénomancie : divination par la poudre d'agathe[113].
- Pédomancie ou podomancie : divination par l'examen des pieds[116],[Note 7].
- Pégomancie : divination par les sources[117].
- Petchimancie : divination par les brosses[118].
- Pettimancie : voir astragalomancie
- Pétromancie : divination par les formes des pierres[119]
- Phyllomancie : divination par les feuilles d'arbres ou de plantes similaire à la phyllorhodomancie
- Phyllorhodomancie : divination par les feuilles de roses[120].
- Physiognomancie : art de connaitre le passé et le présent par les traits du visage[121].
- Plastromancie ou chéloniomancie : divination sur les écailles du plastron de la carapace de tortue[122]
- Potamomancie : divination par les fleuves[123].
- Psychomancie : divination par les esprits[124]
- Pyromancie : divination par le feu ou les flammes[125].

## R
- Radiesthésie : méthode de divination fondée sur la réceptivité particulière à des radiations qu'émettraient différentes matières (sources, trésors, mines, etc.), permettant ainsi de les localiser à l'aide d’une baguette ou d’un pendule.
- Rhabdomancie : divination par les baguettes de sourcier ou des bâtons[126],[127].
- Rhapsodomancie : voir bibliomancie[128].
- Runomancie : divination par les runes.

## S

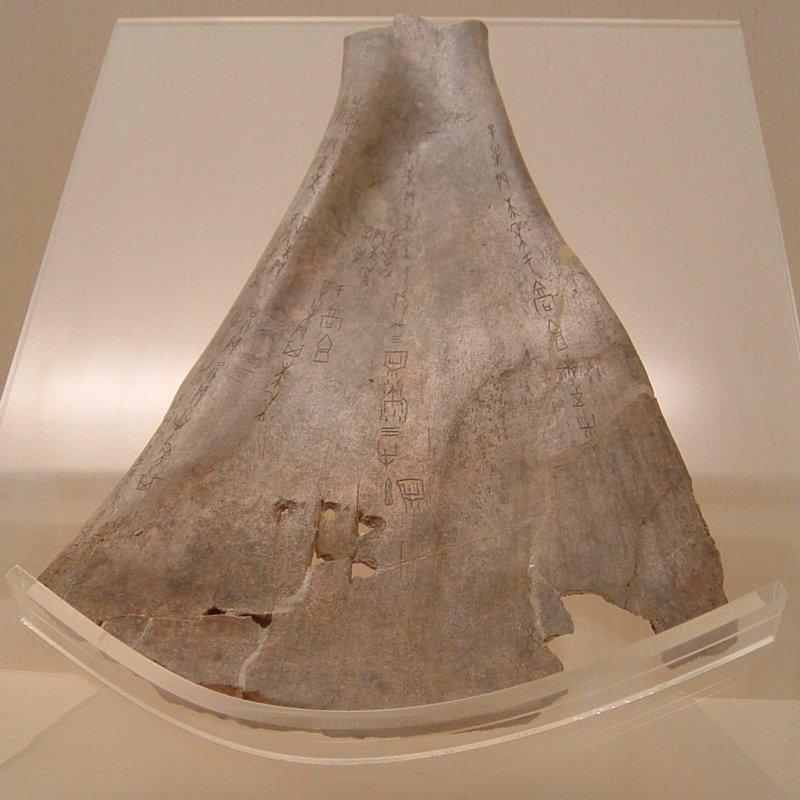
Omoplate portant des inscriptions divinatoires

- Scapulomancie : divination par l’examen d'omoplates brûlés d’animaux.
- Sciamancie ou sciomancie : divination par l'invocation des ombres des morts[129],[130].
- Sidéromancie : divination par un fer chauffé au rouge[131].
- Spodanomancie ou spondanomancie : divination par les cendres[132],[133].
- Sternomancie : divination par le ventre[134].
- Stolisomancie : divination par la manière de s'habiller[135],[133].
- Stoichiomancie ou bibliomancie : divination par l'ouverture au hasard d'un livre[133].
- Sycomancie : divination au moyen de questions écrites sur des feuilles de figuier[136].

## T

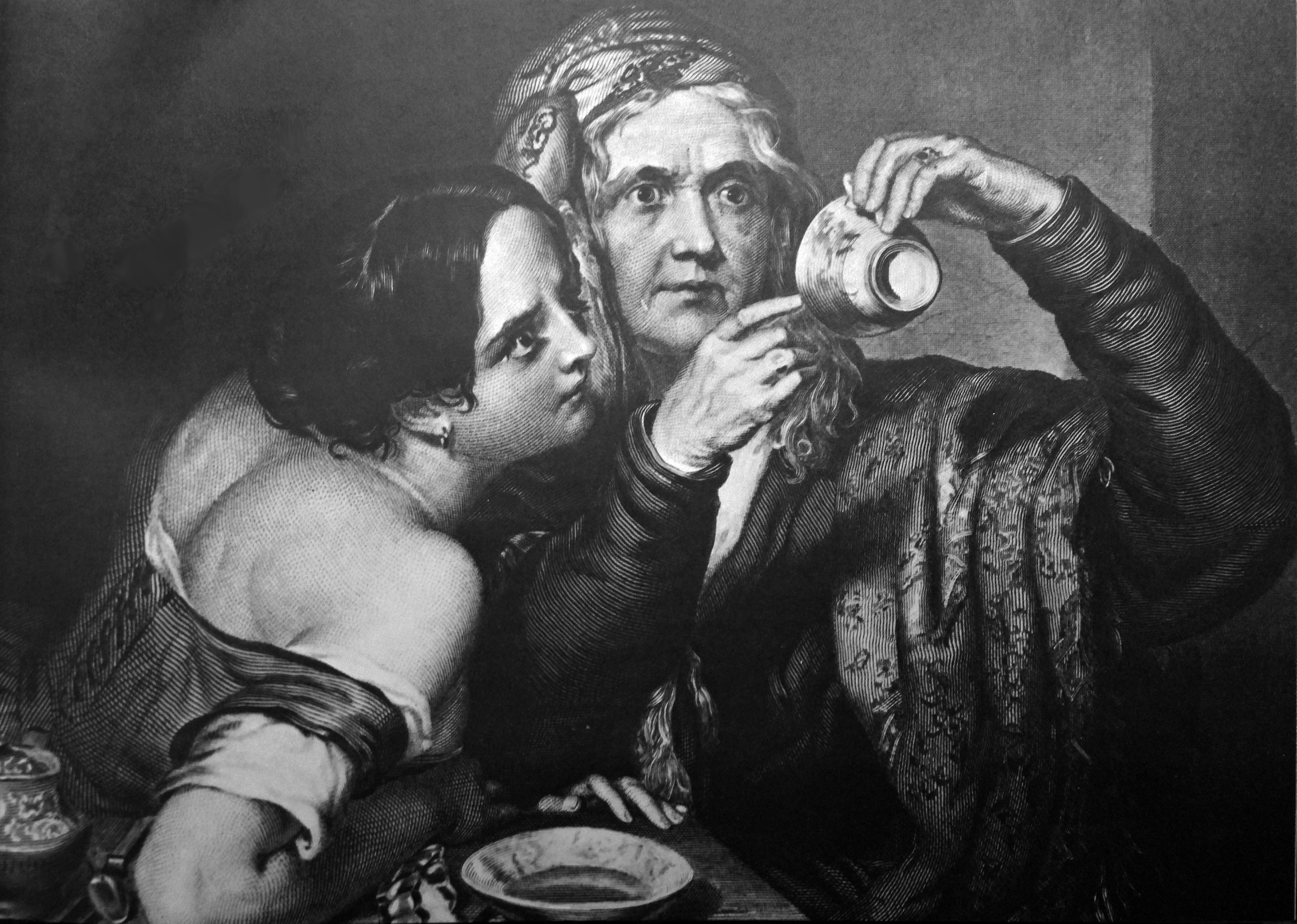
Séance de tasséomancie
par N. J. Crowley (1842)

- Taromancie : divination par le jeu de tarot. Également parfois appelé tarologie.
- Tasséomancie : divination par l'interprétation des feuilles de thé[137].
- Thephramancie : divination par la cendre des victimes[138].
- Tératomancie ou tératoscopie : divination par les prodiges et les monstres[139].
- Thalassomancie : divination par l'aspect de la mer et des vagues[Note 8].
- Théomancie : divination par l'inspiration supposée d'une divinité[140].
- Tiromancie : divination par les fromages[141],[142].

## U
- Uranomancie : divination par l'observation du ciel[143].

## V
- Vitréomancie : divination par le sable[144].

## X
- Xylomancie : divination par les branches et les écorces[145].

## Y
- Yi Jing (Yi King) : manuel traditionnel chinois qui peut être utilisé comme un art divinatoire[146],[147].

## Z
- Zoomancie : divination par le comportement des animaux[148].